# Дінодон червонопоясний
Дінодон червонопоясний, вовкозуб червонопоясний (Lycodon rufozonatus) — вид змій родини полозових (Colubridae). Один із 81 виду роду вовкозубів (Lycodon). Поширений у Південно-Східній Азії. Мешканець прибережних річкових та морських ландшафтів.

## Опис
Загальна довжина сягає 160 см. Голова сплощена, тулуб кремезний, хвіст короткий. Навколо тулуба є 17 лусок. Черевних щитків — 185—204, підхвостових — 57—83 пари. Анальний щиток не розділений. 
Забарвлення верхньої сторони тулуба коралово-червоного або жовтого кольору. На спині більше 50 широких темно-бурих поперечних смуг, ширина яких більше проміжків між ними. На хвості 23 таких смуги, а з боків тулуба рядок темно-бурих плям. Голова зверху чорна, без плям. Верхньогубні щитки помаранчеві, лише 6 й 7 мають чорне забарвлення. Щитки верхньої сторони голови зі світлим краєм. Черево жовтувате або світло-помаранчеве. 

## Поширення
Ареал охоплює східну частину Китаю, острови Тайвань, Цусіма (Японія),  Північну Корею, Північний В'єтнам, Лаос, Приморський край Росії. 

## Спосіб життя
Населяє лісові місцевості, береги водойм. Активний вночі. Ховається в ущелинах, тріщинах у ґрунті. 
Живиться рибами, амфібіями, ящірками, зміями, пташенятами. При захисті випускає з анального отвору речовину з дуже неприємним запахом.
Дінодон червонопоясий належить до яйцекладних плазунів.  Самиця відкладає до 8 яєць.

## Систематика
Станом на 2024 рік описано 2 підвиди:
- Lycodon rufozonatus rufozonatus;
- Lycodon rufozonatus walli.